# Bradbury Landing

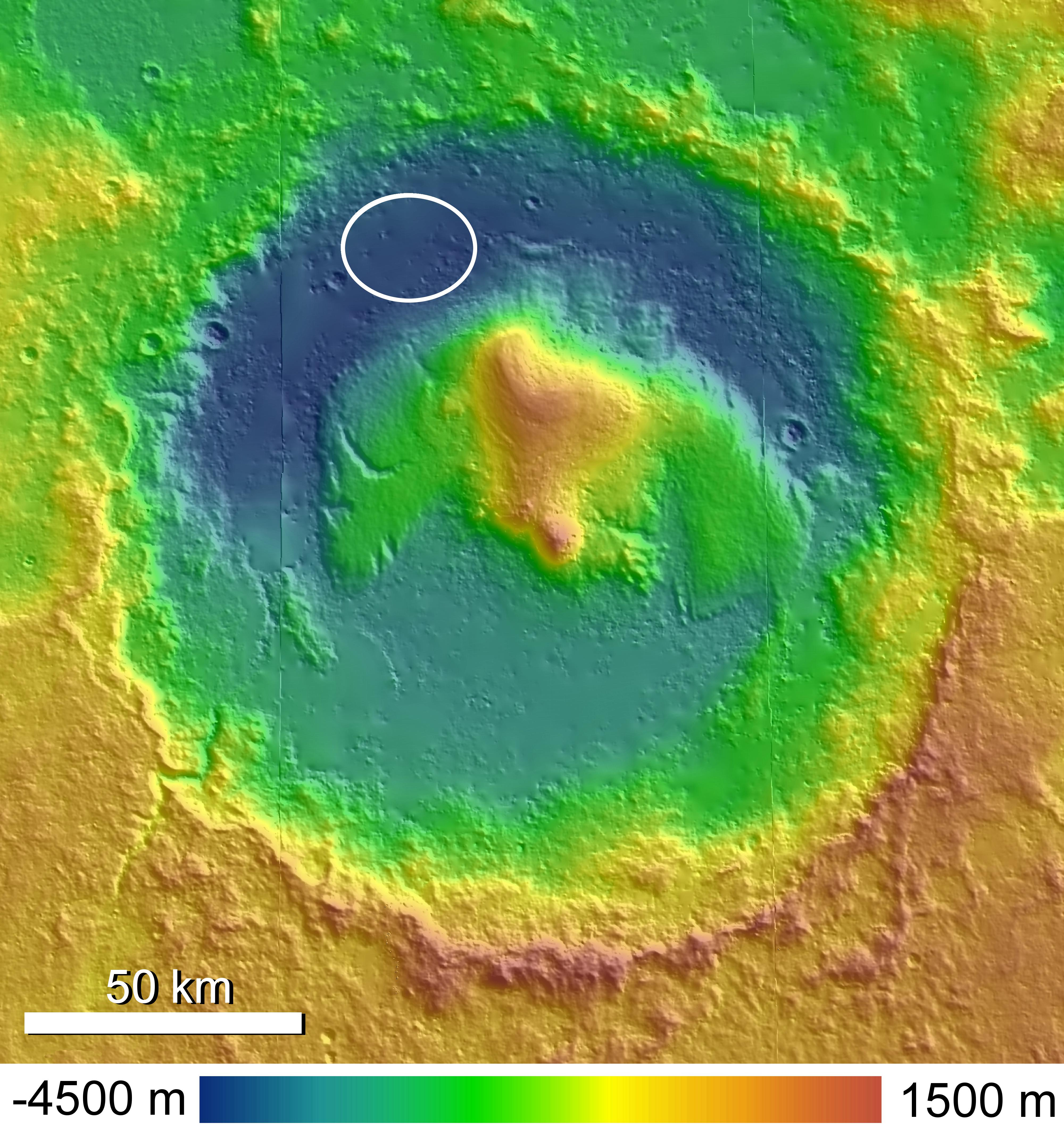
Mapa del cráter Gale con Aeolis Mons en el centro. La elipse de aterrizaje del Curiosity, dentro del Aeolis Palus, está señalada en blanco.

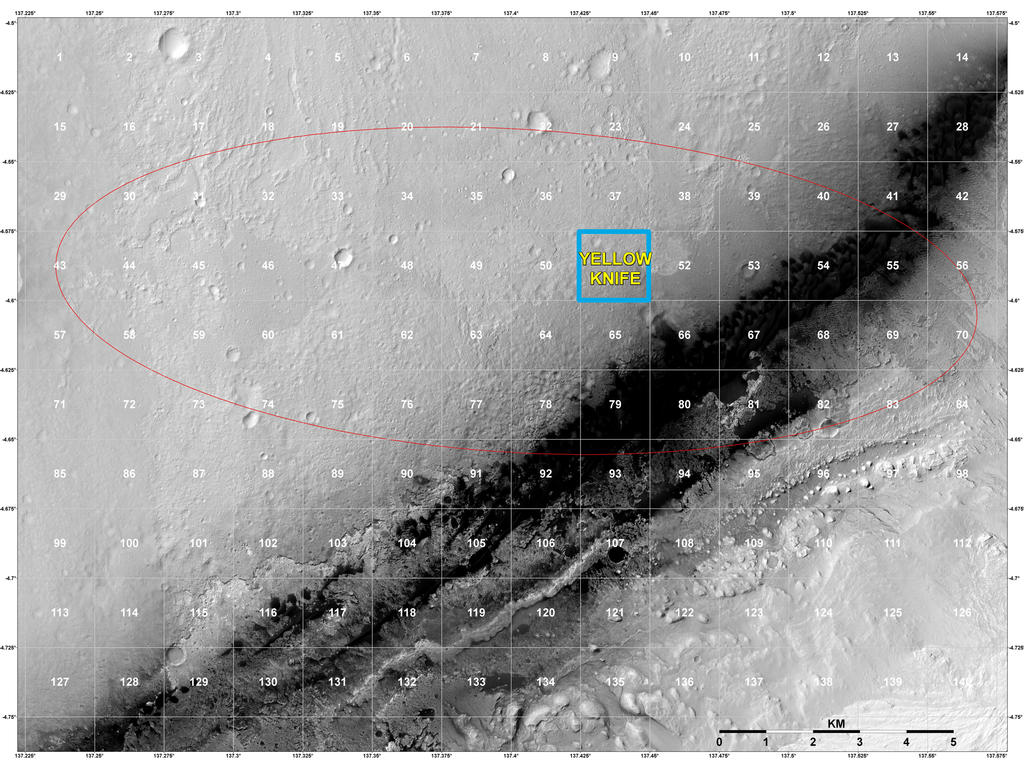
Lugar del aterrizaje del Curiosity. El Quad51 de Aeolis Palus donde aterrizó fue rebautizado con el nombre de Yellowknife.

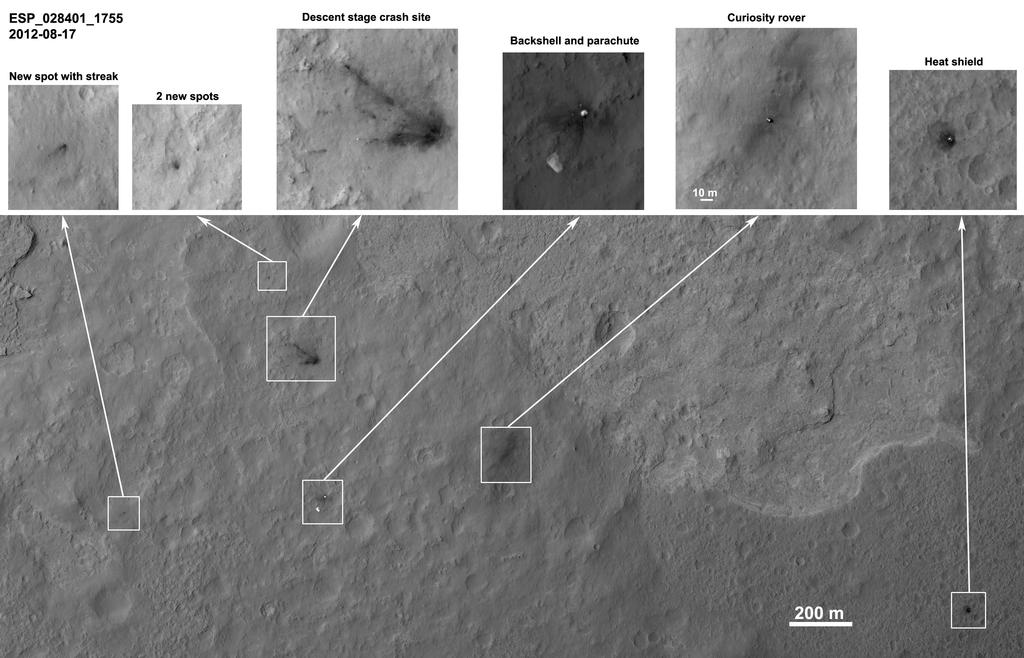
Vista cenital de la basura espacial dejada por la Mars Science Laboratory. La fotografía se obtuvo con la cámara HiRISE de la Mars Reconnaissance Orbiter (17 de agosto de 2012).

El Bradbury Landing (en castellano lugar de aterrizaje Bradbury) es una localización en la superficie del planeta Marte situado en el cráter Gale donde aterrizó el rover de la NASA Curiosity, de la misión Mars Science Laboratory, el 6 de agosto de 2012. El nombre del lugar fue escogido por la NASA en homenaje a Ray Bradbury el día 22 de agosto, día en que se habría celebrado su 92.º aniversario. Bradbury murió unos meses antes, el 5 de junio de 2012.

## Descripción
El cráter Gale es el lugar del aterrizaje del Curiosity. Dentro del cráter Gale se encuentra una montaña denominada Aeolis Mons (o Monte Sharp), de rocas estratificadas, de unos 5,5 km de altura respecto al cráter, que será investigado por el rover. El lugar del aterrizaje es una zona lisa en Yellowknife, en el Quad 51 del Aeolis Palus, en el interior del cráter y frente al monte. El lugar de aterrizaje previsto era una zona elíptica de 20 por 7 km. El diámetro del cráter Gale es de 154 km. Finalmente, el lugar de aterrizaje del rover fue a menos de 2,4 km del centro de la elipse de aterrizaje prevista, después de un viaje de 563.000.000 km.
El lugar de aterrizaje contiene material proveniente de la pared del cráter y permitirá a los científicos investigar las rocas que forman el lecho de roca de esta área. La elipse de aterrizaje también contiene un tipo de roca que es muy densa, con colores muy brillantes y diferente a cualquier otro tipo de roca previamente investigado en Marte. Podría tratarse de un lago seco y es probable que el primer objetivo de la misión sea comprobar la presencia de moléculas orgánicas.

## Ray Bradbury
Sobre el nombre de la ubicación, Michael Meyer, científico de la NASA participante en el programa Curiosity, dijo: «Para el equipo científico, esta decisión no ha sido difícil. Muchos de nosotros y millones de otros lectores nos sentimos inspirados en nuestras vidas gracias a las historias que Ray Bradbury escribió donde soñaba con la posibilidad de la vida en Marte. Bradbury escribió una colección de cuentos denominados Las crónicas marcianas durante la década de 1940. El equipo del Curiosity dejó un mensaje en Twitter que decía: «En homenaje, te dedico mi punto de aterrizaje en Marte a ti, Ray Bradbury. Saludos desde Bradbury Landing.» Como parte de la denominación, la NASA publicó un vídeo de Bradbury de 1971 leyendo su poema If Only We Had Taller Been, que hace referencia a la misión humana de explorar el espacio.